# ルディ・トムヤノビッチ
ルドルフ・トムヤノヴィッチ・ジュニア（Rudolph  Tomjanovich, Jr.、1948年11月24日 - ）は、元NBAのバスケットボール選手で引退後は指導者となる。 ニックネームはRudy-T。アメリカ合衆国ミシガン州ハムトランク生まれ。身長203cm、体重99kg。ポジションはパワーフォワード。ヘッドコーチとして1994年、1995年にヒューストン・ロケッツを優勝に導く。

## キャリア

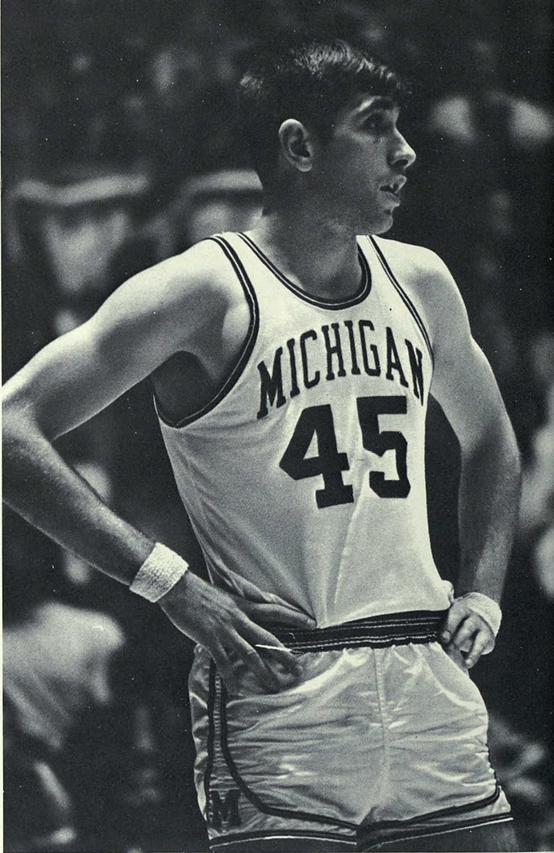
ミシガン大学時代

1967年からミシガン大学で3シーズンプレーした後、1970年のNBAドラフト2位でサンディエゴ・ロケッツに指名される。71年ヒューストンで迎えた最初の試合で28得点17リバウンドを記録。以後ロケッツのスター選手になる。平均17.4得点、通算得点13383得点、平均8.1リバウンド、通算6198リバウンド。FG成功率.501、オールスターゲームには1974-1977年、1979年出場。プロ生活1970-1981年。背番号45はロケッツで永久欠番となる。

## コーチ時代
ロケッツでスカウトを2年、アシスタントを9年経験してロケッツの1991-92シーズン中、残り30試合でドン・チェイニーの後を受けてヘッドコーチに就任した。就任後、アキーム・オラジュワンのトレードを思い留めて、インサイドはオラジュワンに、アウトサイドは3ポイントシューターに徹底させる戦術で1994、1995年にロケッツはNBAファイナル2連覇を経験した。チーム史上、初の優勝経験だった。ロケッツのヘッドコーチは1992-2003年まで勤めて、503勝397敗。勝率.559を記録。プレイオフでは、51勝39敗、勝率.567だった。1998年バスケットボール世界選手権代表チームのヘッドコーチに就任する。ロックアウトでNBA選手が参加せずCBAの選手を中心に銅メダルを獲得。2004-05年にはロサンゼルス・レイカーズのヘッドコーチを勤めるが41試合後に健康状態の問題のため辞任。そのあとはレイカーズのスカウトやコンサルタントに転身。2016-17シーズン終了後に退任した。

## ヘッドコーチ成績
| チーム                   | シーズン | G   | W   | L   | W–L% | シーズン結果   | PG | PW | PL | PW–L% | 最終結果                         |
| ------------------------ | -------- | --- | --- | --- | ---- | -------------- | -- | -- | -- | ----- | -------------------------------- |
| ヒューストン・ロケッツ   | 1991–92  | 30  | 16  | 14  | .533 | 3rd in Midwest | —  | —  | —  | —     | 不出場                           |
| ヒューストン・ロケッツ   | 1992–93  | 82  | 55  | 27  | .671 | 1st in Midwest | 12 | 6  | 6  | .500  | カンファレンスセミファイナル敗退 |
| ヒューストン・ロケッツ   | 1993–94  | 82  | 58  | 24  | .707 | 1st in Midwest | 23 | 15 | 8  | .652  | チャンピオン                     |
| ヒューストン・ロケッツ   | 1994–95  | 82  | 47  | 35  | .573 | 3rd in Midwest | 22 | 15 | 7  | .682  | チャンピオン                     |
| ヒューストン・ロケッツ   | 1995–96  | 82  | 48  | 34  | .585 | 3rd in Midwest | 8  | 3  | 5  | .375  | セミファイナル敗退               |
| ヒューストン・ロケッツ   | 1996–97  | 82  | 57  | 25  | .695 | 2nd in Midwest | 16 | 9  | 7  | .563  | カンファレンスファイナル敗退     |
| ヒューストン・ロケッツ   | 1997–98  | 82  | 41  | 41  | .500 | 4th in Midwest | 5  | 2  | 3  | .400  | 1st.ラウンド敗退                 |
| ヒューストン・ロケッツ   | 1998–99  | 50  | 31  | 19  | .620 | 3rd in Midwest | 4  | 1  | 3  | .250  | 1st.ラウンド敗退                 |
| ヒューストン・ロケッツ   | 1999–00  | 82  | 34  | 48  | .415 | 6th in Midwest | —  | —  | —  | —     | 不出場                           |
| ヒューストン・ロケッツ   | 2000–01  | 82  | 45  | 37  | .549 | 5th in Midwest | —  | —  | —  | —     | 不出場                           |
| ヒューストン・ロケッツ   | 2001–02  | 82  | 28  | 54  | .341 | 5th in Midwest | —  | —  | —  | —     | 不出場                           |
| ヒューストン・ロケッツ   | 2002–03  | 82  | 43  | 39  | .524 | 5th in Midwest | —  | —  | —  | —     | 不出場                           |
| ロサンゼルス・レイカーズ | 2004–05  | 43  | 24  | 19  | .558 | (resigned)     | —  | —  | —  | —     | —                                |
| キャリア                 |          | 943 | 527 | 416 | .559 |                | 90 | 51 | 39 | .567  |                                  |